# Rivières-le-Bois
Rivières-le-Bois är en kommun i departementet Haute-Marne i regionen Grand Est (tidigare regionen Champagne-Ardenne) i nordöstra Frankrike. Kommunen ligger i kantonen Longeau-Percey som tillhör arrondissementet Langres. År 2022 hade Rivières-le-Bois 69 invånare.

## Befolkningsutveckling
Antalet invånare i kommunen Rivières-le-Bois
| Referens: INSEE |